# 동촌유원지
동촌유원지(東村遊園地)는 대구광역시 동구 효목동에 위치한 유원지다. 1965년 2월에 유원지로 지정됐다. 금호강변에 위치해있고, 팔공산이 보인 유원지다.

## 동촌유원지 10경

### 아양루
조선 문인 서거정의 대구십경 중 제 1경에 등장한다. 매년 전국한시백일장대회가 열리며, 금호산 전경과 팔공산 전체를 감상할 수 있다.

### 아양폭포
아양루 아래 구룡산 언덕에서 금호강으로 떨어지는 높이 16m, 폭 35m의 인공 암벽 폭포로, 2009년 조성되었다.

## 케이블카 폐지
동촌유원지 케이블카는 1964년 삭도로는 전국 최초로 설치됐고, 금호강을 가로지르는 노선이였다.
각종 볼거리·즐길거리가 증가하고, 시설이 노후화되며 케이블카는 이용객 급감으로 운영난을 겪게 되었다. 2009년 허가가 취소된 이후, 2013년 12월 철거되었다.